# کارنام مالسواری
کارنام مالسواری (انگلیسی: Karnam Malleswari؛ زادهٔ ۱ ژوئن ۱۹۷۵) وزنه‌بردار زن اهل هند است.
وی در مسابقات کشوری و بین‌المللی در مجموع برندهٔ ۲ مدال طلا، ۲ مدال نقره، ۳ مدال برنز شده‌است.